# Siemidrog
Siemidrog – staropolskie imię męskie, złożone z członów Siemi- (psł. *sěmьja ma m.in. znaczenia "rodzina, ród; czeladź, służba, własność") i -drog ("drogi"). Imię to oznacza "drogi swojej rodzinie".
Siemidrog imieniny obchodzi 12 kwietnia.
Odpowiedniki w innych językach:
- serbsko-chorwacki – Semidrag
- czeski – *Semidrah

W języku polskim nie odnotowano żeńskich odpowiedników Siemidroga, ale w serbsko-chorwackim występowała Semidraga.